# Electric Mob
Electric Mob é uma banda de rock n 'roll e hard rock formada em Curitiba, Paraná, em 2016. O grupo é composto por Renan Zonta (vocal), Ben Hur Auwarter (guitarra) e Mateus Cestaro (bateria). O Electric Mob combina elementos do rock das décadas de 1970, 80, 90 e 2000, resultando em um som caracterizado por riffs pesados e uma abordagem vocal distintiva.

## História

### Formação e primeiros anos
O Electric Mob foi fundado em 2016, com Renan Zonta (vocal), Ben Hur Auwarter (guitarra), Yuri Elero (baixo) e André Leister (bateria) na formação original. O vocalista Renan Zonta participou do The Voice Brasil em 2016, o que ajudou a trazer mais atenção para a banda, voltando  ao programa também em 2023 para uma nova apresentação. A banda começou a ganhar reconhecimento no cenário musical local com performances que misturam hard rock clássico e elementos modernos. Em 2017, o Electric Mob lançou seu primeiro EP, Leave A Scar, que foi bem recebido pela crítica e pavimentou o caminho para seus lançamentos futuros.

### Contrato com a Frontiers Music e “Discharge” (2020)
Em 2019, o Electric Mob assinou um contrato com a gravadora italiana Frontiers Music, conhecida por trabalhar com grandes nomes do rock mundial.. No ano seguinte, em 2020, a banda lançou seu primeiro álbum completo, Discharge. O disco alcançou mais de 4 milhões de streams no Spotify e ganhou destaque nas rádios dos Estados Unidos, onde a música “Devil You Know” permaneceu por 14 semanas consecutivas na Billboard Mainstream Rock Indicator Chart, atingindo a 22ª posição.

### Discharge Tour 2022
Após a repercussão mundial do álbum de estreia Discharge (2020), o Electric Mob embarcou na aguardada turnê de divulgação do seu primeiro álbum, adiada desde de 2020 em virtude das restrições sociais durante a pandemia de Covid-19. A turnê passou por diversas cidades do Brasil, onde faixas como  "Devil You Know", "Your Ghost" e "Higher Than Your Heels" foram executadas pela primeira vez ao vivo, cativando o público e consolidando a banda também no cenário nacional.

### Mudanças na formação e segundo álbum “2 Make U Cry & Dance” (2023)
O ano de 2023 marcou a saída do baterista André Leister logo após as gravações do segundo trabalho de estúdio da banda. A saída foi motivada pela impossibilidade de cumprimento da agenda de ensaios e shows que estavam por vir, devido a mudança de André para o Rio de Janeiro. Para a vaga a banda anunciou  Mateus Cestaro, que fez sua estreia na banda no festival “Angra Fest” em Curitiba-PR, ao lado de Viper, Matanza Ritual e Angra. Em Janeiro, o Electric Mob lançou seu segundo álbum, 2 Make U Cry & Dance, pela Frontiers Music. O disco reforçou o som pesado da banda e trouxe uma evolução natural em suas composições. O álbum foi seguido por uma turnê pelo Brasil, que incluiu 12 cidades em 6 estados.

### Summer Breeze Brasil e Turnê com Project46
Ainda em 2023, o Electric Mob embarcou em uma turnê pelo Brasil ao lado da banda de metal já consagrada em território nacional, Project46.A turnê, intitulada “Terra de Ninguém Tour,” passou por 17 estados e o Distrito Federal e contou com a presença do Electric Mob e Odeon na maioria das datas. Em 2024 o  Electric Mob fez parte do line-up do maior festival de rock e metal da America Latina, o Summer Breeze Open Air Brazil (hoje chamado de Bangers Open Air), ao lado de grandes nomes do cenário nacional e internacional.

### Saída de Yuri Elero
Em maio de 2024, o baixista Yuri Elero anunciou sua saída do Electric Mob, após anos de contribuição. Em comunicado oficial, o grupo afirmou: "Nesses anos construímos sonhos, chegamos em lugares inimagináveis aos olhos da nossa antiga realidade e nutrimos amor um pelo outro no que sustenta essa banda. Fizemos algo lindo e a gente te ama, Yuri.”. A banda afirmou em entrevistas que a saída foi motivada por motivos pessoais do antigo baixista.

### Participação de Renan Zonta no The Voice Brasil
Renan Zonta participou do programa The Voice Brazil em 2016, ganhando notoriedade com sua performance vocal marcante. A experiência no reality show contribuiu para ampliar a visibilidade de seu trabalho, tanto como artista solo quanto à frente do grupo. Em 2023, Zonta retornou ao programa, consolidando sua presença como um dos principais vocalistas do rock brasileiro contemporâneo.

### Renan Zonta na banda Skills
Além de seu trabalho com o Electric Mob, Renan Zonta integrou o projeto internacional Skills, promovido pela gravadora Frontiers Records. A iniciativa reuniu músicos de renome, sob a direção do produtor italiano Alessandro Del Vecchio. Na formação, Zonta dividiu espaço com nomes como o guitarrista Brad Gillis (Night Ranger, Ozzy Osbourne), o baixista Billy Sheehan (Mr. Big, Sons of Apollo), e o baterista David Huff (Giant), além de Del Vecchio nos teclados. O Skills mesclou a habilidade musical de seus integrantes para explorar uma sonoridade voltada ao hard rock mais melódico.

## Discografia
- Leave A Scar (EP, 2017)
- Discharge (2020)
- 2 Make U Cry & Dance (2023)

## Formação atual
- Renan Zonta – vocal
- Ben Hur Auwarter – guitarra
- Mateus Cestaro – bateria